# Couche limite marine
La couche limite marine (MBL, pour  marine boundary layer) est la partie de la couche limite atmosphérique en contact direct avec la surface de l'océan. La MBL est influencée par l'échange de chaleur, d'humidité, de gaz, de particules et de quantité de mouvement, principalement via la turbulence.
La MBL se caractérise par la formation de cellules convectives (donc des flux d'air verticaux) au-dessus de la surface de l'océan, ce qui perturbe la direction du vent moyen de surface et génère de la texture, de la rugosité et des vagues à la surface de la mer. Il existe deux types de couches limites :
- l'une est une couche convective stable trouvée entre les 100 m inférieurs de l'atmosphère et s'étendant jusqu'à environ 3 km de hauteur, et est appelée couche limite convective (CBL, pour  convective boundary layer) ;
- l'autre couche limite se forme à la suite d'une inversion atmosphérique de surface. Elle se produit généralement plus près de la surface en l'absence de turbulence et de mélange vertical, et on la met en évidence par l'interprétation des profils verticaux d'humidité et de température[2].

La MBL est souvent un phénomène localisé et temporellement dynamique, et donc sa hauteur dans la colonne d'air peut varier considérablement d'une région à l'autre, voire sur une période de quelques jours. L'Atlantique Nord est une région où se constituent régulièrement des nuages de MBL variés et bien formés, et où la hauteur de la MBL peut être comprise entre 2,0 et 0,1 km de hauteur.